# Перхем (тауншип, Миннесота)
Перхем (англ. Perham) — тауншип в округе Оттер-Тейл, Миннесота, США. На 2000 год его население составило 931 человек.

## География
По данным Бюро переписи населения США площадь тауншипа составляет 86,3 км², из которых 81,6 км² занимает суша, а 4,7 км² — вода (5,46 %).

## Демография
По данным переписи населения 2000 года здесь находились 931 человек, 316 домохозяйств и 253 семьи.  Плотность населения —  11,4 чел./км².  На территории тауншипа расположено 389 построек со средней плотностью 4,8 построек на один квадратный километр. Расовый состав населения: 98,71 % белых, 0,32 % афроамериканцев, 0,32 % коренных американцев, 0,21 % — других рас США и 0,43 % приходится на две или более других рас. Испанцы или латиноамериканцы любой расы составляли 4,08 % от популяции тауншипа.
Из 316 домохозяйств в 44,6 % воспитывались дети до 18 лет, в 70,6 % проживали супружеские пары, в 4,4 % проживали незамужние женщины и в 19,9 % домохозяйств проживали несемейные люди. 14,9 % домохозяйств состояли из одного человека, при том 5,4 % из — одиноких пожилых людей старше 65 лет. Средний размер домохозяйства — 2,95, а семьи — 3,26 человека.
32,7 % населения — младше 18 лет, 7,6 % — в возрасте от 18 до 24 лет, 27,9 % — от 25 до 44, 23,3 % — от 45 до 64, и 8,5 % — старше 65 лет. Средний возраст — 34 года. На каждые 100 женщин приходилось 109,7 мужчин.  На каждые 100 женщин старше 18 приходилось 109,7 мужчин.
Средний годовой доход домохозяйства составлял 45 500 долларов, а средний годовой доход семьи —  52 679 долларов. Средний доход мужчин —  33 864  доллара, в то время как у женщин — 18 869. Доход на душу населения составил 20 639 долларов. За чертой бедности находились 2,5 % семей и 5,2 % всего населения тауншипа, из которых 4,3 % младше 18 и 15,6 % старше 65 лет.